# Kodi Smit-McPhee
Pour les articles homonymes, voir Smit et McPhee.
Kodi Smit-McPhee est un acteur australien, né le 13 juin 1996 à Adélaïde (Australie-Méridionale).

## Biographie

### Jeunesse
Kodi Smit-McPhee naît le 13 juin 1996 à Adélaïde, dans l'Australie-Méridionale, de sa mère Sonja et de son père, le comédien et ancien lutteur Andy McPhee. Sa grande sœur Sianoa Smit-McPhee (en) est également actrice.
En 2005, il fait ses premiers pas sur la scène de la comédie musicale Walkabout. Elle raconte l'histoire de deux enfants rescapés d'un accident d'aviation et qui, mourant de soif et de faim, sont secourus par un aborigène australien, une adaptation libre du roman homonyme de James Vance Marshall (1959) — qui a également été filmé, en 1971, pour le grand écran sous le même titre par le réalisateur britannique Nicolas Roeg — précédemment intitulé La Randonnée en France.

### Carrière

#### Débuts précoces et révélation critique
En 2005, Kodi Smit-McPhee commence sa carrière en Australie, au cinéma, avec le court métrage dramatique À la dérive (Stranded) de Stuart McDonald avant de passer au téléfilm Virus, nouvelle menace (Fatal Contact: Bird Flu in America, 2006) de Richard Pearce pour la chaîne américaine ABC et aux séries télévisées Rêves et Cauchemars (Nightmares and Dreamscapes: From the Stories of Stephen King, 2006) et Monarch Cove (2006, inédit en France).
De retour aux téléfilms australiens, il interprète un jeune personnage authentique dans The King de Mathew Saville (2007), adapté du roman biographique de l'animateur australien Graham Kennedy, et prête la voix dans l'animation The Adventures of Charlotte and Henry de Steve Trenbirth (2008), aux côtés de son père Andy McPhee.
Après Romulus, My Father de Richard Roxburgh qui lui vaut plusieurs récompenses, à l'origine, en 2007, il devait incarner le jeune Logan dans X-Men Origins: Wolverine pour lequel il n'était pas en mesure de tourner en raison de son emploi chargé au même moment de La Route (The Road) de John Hillcoat, dans lequel il interprète le rôle du fils du père joué par Viggo Mortensen. Ce film, tiré du roman homonyme à succès écrit par Cormac McCarthy (2006), l'a d'ailleurs fait révéler au public, en 2009. Au festival du film de Londres 2009, Viggo Mortensen raconte que Kodi Smit-McPhee était l'un des quatre finalistes qui, tout le monde s'étant entraîné avec lui, a été choisi à l'unanimité, parce qu'il dégageait la jeunesse, l'innocence et la sagesse.

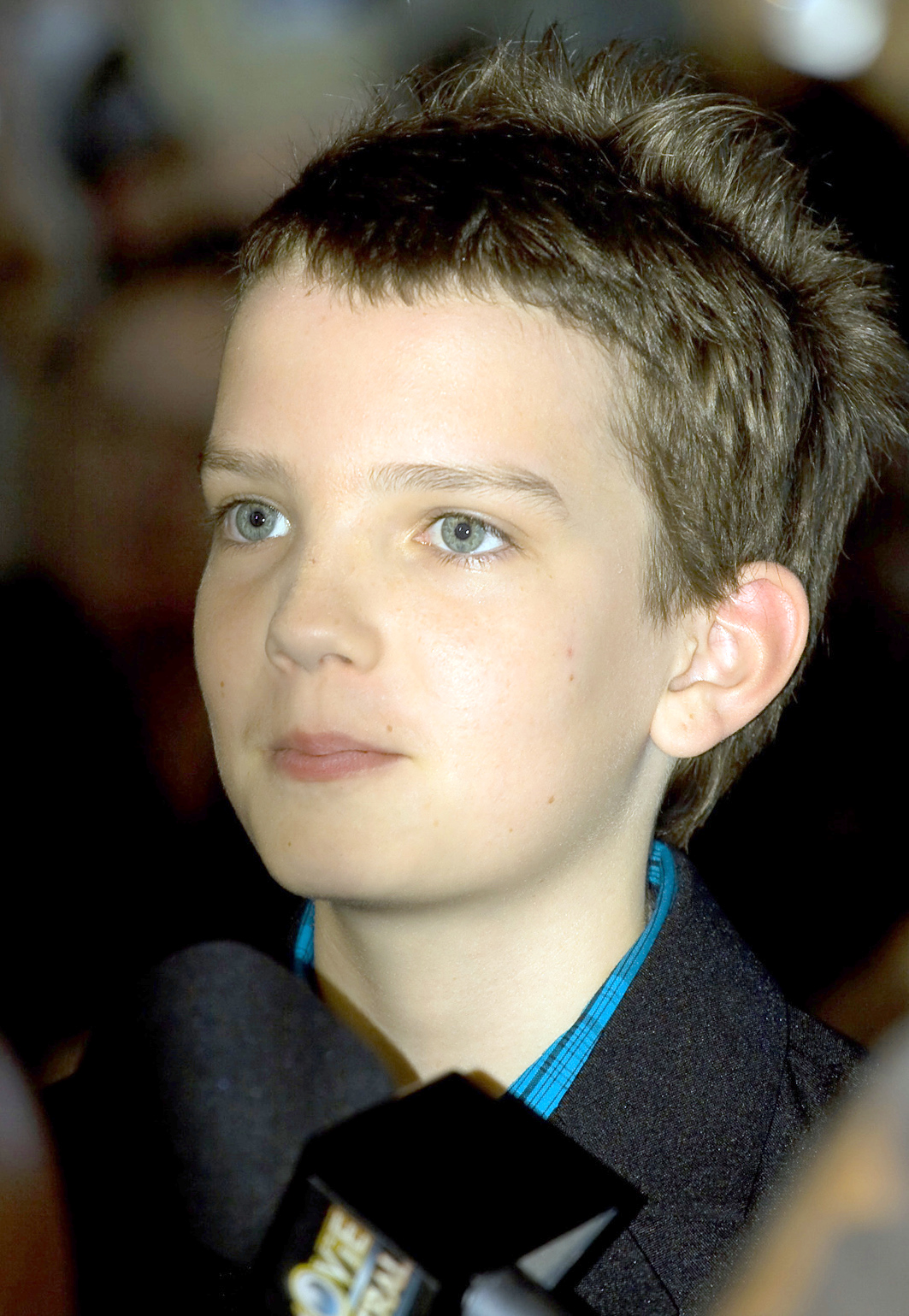
Au festival international du film de Toronto 2009.

En 2009, il est choisi pour incarner le personnage d'Owen aux côtés de Chloë Moretz dans Laisse-moi entrer (Let Me In, 2010) de Matt Reeves, remake du film suédois Morse (Låt den rätte komma in, 2008) réalisé par Tomas Alfredson, dont le tournage a lieu dans le comté de Los Alamos du Nouveau-Mexique. Lors d'un interview au Comic-Con en 2010, il dit n'avoir vu le film original ni avant ni pendant le tournage du remake afin qu'il ne copie Oskar (interprété par Kåre Hedebrant). Il est deux fois récompensé comme meilleur acteur à la cérémonie des Phoenix Film Critics Society Awards 2010 et à la cérémonie des Critics' Choice Movie Awards 2011.
En fin janvier 2011, révélé par lui-même dans une interview, il fait également partie du casting avec Robin Wright, Danny Huston, Harvey Keitel et Paul Giamatti pour le film de science-fiction Le Congrès (The Congress) d'Ari Folman sous forme de prises de vues réelles et d'animation, adapté de la nouvelle polonaise éponyme (Kongres futurologiczny) de Stanislaw Lem (1971). En juin de la même année, il interprète le personnage de Benvolio dans le film Roméo et Juliette de Carlo Carlei, tiré de la pièce de théâtre éponyme de William Shakespeare (Romeo and Juliet).

#### Progression

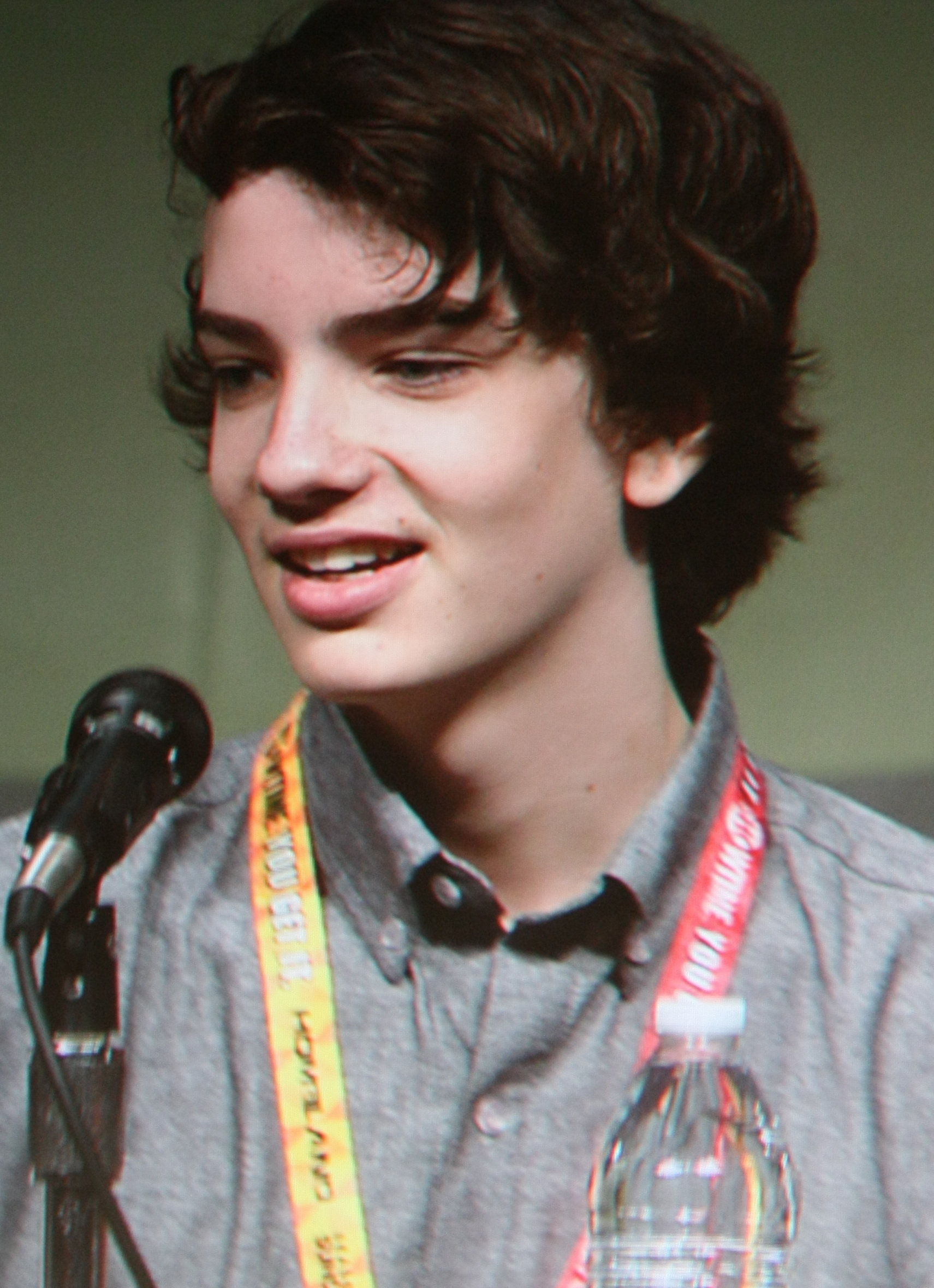
Au festival San Diego Comic-Con, en 2012.

Après Matching Jack de Nadia Tass, Kodi Smit-McPhee prête la voix au personnage Norman Babcock pour l'animation en volume L'Étrange pouvoir de Norman (ParaNorman, 2012) de Sam Fell et Chris Butler, puis rejoint le film dramatique inédit en France Dead Europe de Tony Krawitz, sorti dans la même année.
En août 2012, le site d'actualités cinématographiques Deadline fait découvrir qu'il tient le rôle d'un jeune garçon souffrant de l'absence de son père dans le premier film indépendant The Wilderness of James de Michael James Johnson aux côtés de Chloë Moretz, sa partenaire de Laisse-moi entrer, qui est vite remplacée par Isabelle Fuhrman en septembre.
En février 2013, alors qu'il est en plein tournage de Young Ones aux côtés de Nicholas Hoult, Michael Shannon et Elle Fanning en Afrique du Sud, il rejoint le casting pour La Planète des singes : L'Affrontement, la suite de La Planète des singes : Les Origines (Rise of the Planet of the Apes, 2011). Pour ce remake, il retrouvera pour la seconde fois le réalisateur Matt Reeves, pour qui il a tourné Laisse-moi entrer (2010).
Annoncé en mars 2014, il interprète pour Endemol Australia, le jeune personnage Thomas « Tolly » Johnson dans la série dramatique australienne en sept épisodes Gallipoli qui décrit la campagne de dix mois en 1915 de l'ANZAC, l'armée australienne et néo-zélandaise, après leur débarquement sur la péninsule turque de Gallipoli.

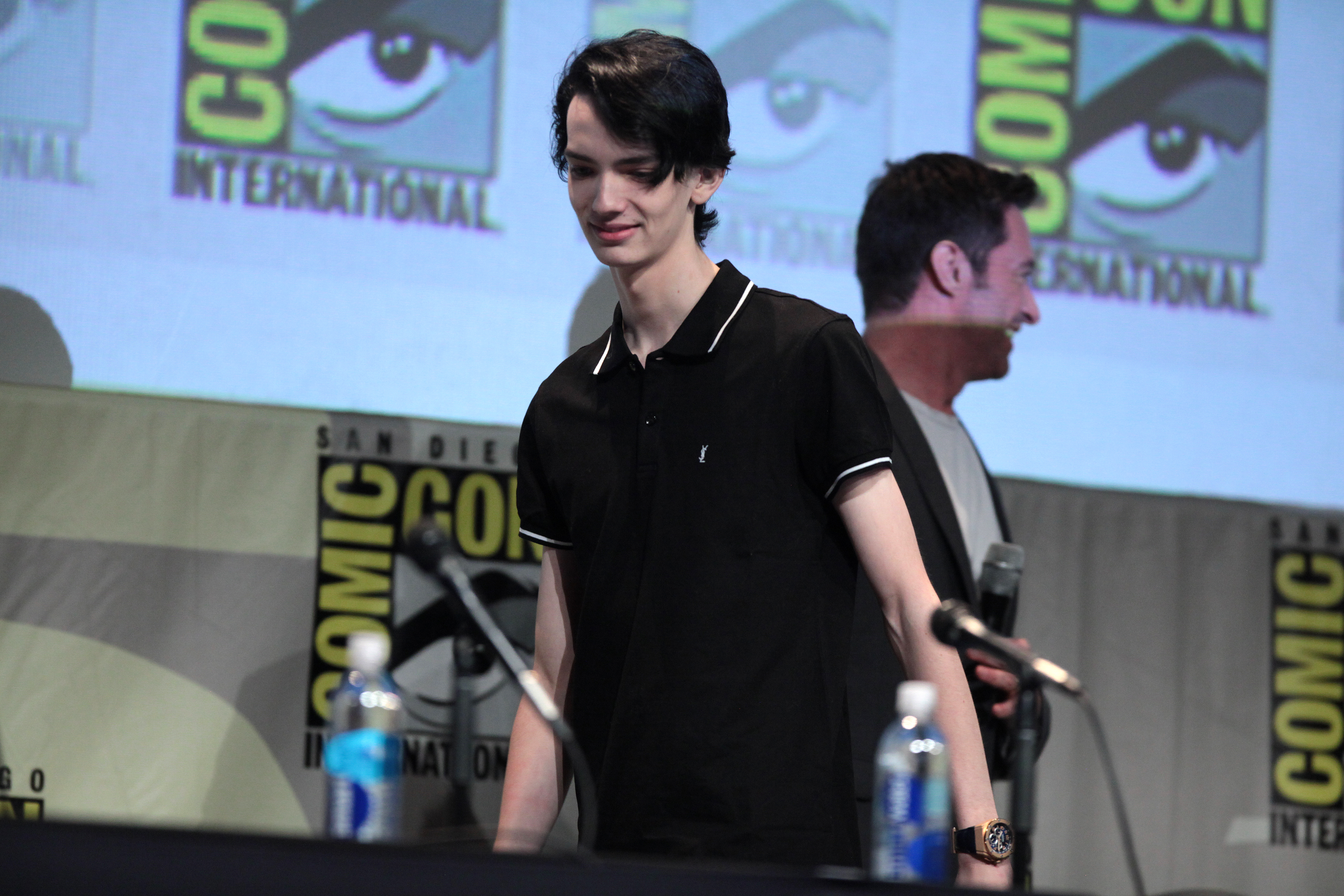
Au festival San Diego Comic-Con, en 2015.

En fin avril 2015, le réalisateur Bryan Singer dévoile une photo de Diablo incarné par Kodi Smit-McPhee pour son prochain film X-Men : Apocalypse ; à l'origine, le personnage était campé par l'acteur Alan Cumming dans X-Men 2 en 2003. En novembre de la même année, il interprète un rôle principal pour Alpha d'Albert Hughes, premier film produit par Studio 8, dont l'action se déroule en pleine période du Paléolithique supérieur : le tournage a lieu en fin février 2016 entre l'Islande et le Canada,.
En mars 2019, on apprend qu'il tient le rôle de Ethan Whyte, aux côtés de Ryan Kwanten, dans le film de science-fiction 2067 où il est question de voyager dans le temps grâce à une technologie, fabriquée par son père, pour sauver la Terre dévastée par le changement climatique.
En février 2020, il est engagé pour un des premiers rôles dans The Power of the Dog de Jane Campion, aux côtés de Benedict Cumberbatch, Jesse Plemons et Kirsten Dunst. Ceci est adapté du roman du même titre de Thomas Savage (1967).
En septembre 2021, il est choisi pour incarner le chanteur Jimmie Rodgers dans le film biographique Elvis de Baz Luhrmann.
En février 2022, on apprend qu'il est choisi pour un rôle dans la série Disclaimer d'Alfonso Cuaron, prochainement diffusée sur Apple TV+.
Début mai 2023, il est annoncé, aux côtés de Sarah Snook, Eric Bana et Jacki Weaver, pour prêter sa voix à un personnage du film d'animation australien pour adultes Memoir of a Snail d'Adam Elliot. En octobre suivant, il fait partie du générique du film biographique Maria de Pablo Larraín, aux côtés d'Angelina Jolie dans le rôle-titre, la cantatrice grecque Maria Callas.

### Vie privée
À l'âge de 16 ans, Smit-McPhee est diagnostiqué de la spondylarthrite ankylosante, une forme d'arthrite, ce qui provoque la fusion de la colonne vertébrale pouvant entraîner des douleurs chroniques et une perte de la vision. En raison de sa maladie, il est aveugle de l'œil gauche.

## Filmographie

### Cinéma

#### Longs métrages
- 2007 : Romulus, My Father de Richard Roxburgh : Raimond
- 2008 : The Tender Hook de Jonathan Ogilvie : Jimmy
- 2009 : La Route (The Road) de John Hillcoat : le petit
- 2010 : Matching Jack de Nadia Tass : Finn
- 2010 : Laisse-moi entrer (Let Me In) de Matt Reeves : Owen
- 2012 : Dead Europe de Tony Krawitz : Josef
- 2013 : Le Congrès (The Congress) d'Ari Folman : Aaron Wright
- 2013 : Roméo et Juliette (Romeo and Juliet) de Carlo Carlei : Benvolio, cousin et ami de Roméo
- 2013 : A Birder's Guide to Everything de Rob Meyer : David Portnoy
- 2014 : La Planète des singes : L'Affrontement (Dawn of the Planet of the Apes) de Matt Reeves : Alexander
- 2014 : All the Wilderness de Michael Johnson : James Charm
- 2014 : Young Ones de Jake Paltrow : Jerome Holm
- 2015 : Slow West de John Maclean (en) : Jay Cavendish
- 2016 : X-Men: Apocalypse de Bryan Singer : Kurt Wagner / Diablo
- 2018 : Deadpool 2 de David Leitch : Kurt Wagner / Diablo (caméo non crédité)
- 2018 : Alpha d’Albert Hughes : Keda
- 2019 : X-Men: Dark Phoenix de Simon Kinberg : Kurt Wagner / Diablo
- 2019 : Dolemite Is My Name de Craig Brewer : Nick
- 2020 : 2067 de Seth Larney : Ethan Whyte
- 2021 : The Power of the Dog de Jane Campion : Peter Gordon
- 2022 : Elvis de Baz Luhrmann : Jimmie Rodgers Snow
- 2024 : Maria de Pablo Larraín : Mandrax
- 2024 : Mémoires d'un escargot d'Adam Elliot (voix)

#### Courts métrages
- 2006 : À la dérive (Stranded) de Stuart McDonald : Teddy (moyen métrage)
- 2006 : End of Town de Julius Avery : le frère
- 2009 : Tinytown de Tim Dean : Davis

### Télévision

#### Téléfilms
- 2006 : Virus, nouvelle menace (Fatal Contact: Bird Flu in America) de Richard Pearce : Toby Connelly
- 2007 : The King de Mathew Saville : John Wesley, jeune
- 2008 : The Adventures of Charlotte and Henry de Steve Trenbirth : Henry

#### Séries télévisées
- 2006 : Rêves et Cauchemars (Nightmares and Dreamscapes: From the Stories of Stephen King) : Brandon (saison 1, épisode 3 : Umney's Last Case)
- 2006 : Rêves et Cauchemars (Nightmares and Dreamscapes: From the Stories of Stephen King) : Jackson Evans (saison 1, épisode 4 : The Fifth Quarter)
- 2006 : Monarch Cove : le jeune Jack (4 épisodes)
- 2015 : Gallipoli[13] : Thomas « Tolly » Johnson (7 épisodes)
- 2020 : Interrogation : Chris Keller (10 épisodes)
- 2024 : Disclaimer : Nicholas Ravenscroft

### Doublage
- 2012 : L'Étrange Pouvoir de Norman (ParaNorman) de Sam Fell et Chris Butler : Norman Babcock
- 2014 : La Grande Aventure de Maya l'abeille (Maya the Bee Movie) d'Alexs Stadermann : Willy

## Distinctions

### Récompenses
- AFI Awards 2007 : meilleur jeune acteur pour Romulus, My Father
- FCCA Awards 2008 : meilleur second rôle pour Romulus, My Father
- Young Artist Awards 2009 : meilleure prestation dans un film - dans un premier rôle masculin - pour Romulus, My Father
- PFCS Award 2010 : meilleur jeune acteur pour Laisse-moi entrer
- Critics' Choice Movie Awards 2011 : meilleur acteur pour Laisse-moi entrer
- Golden Globes 2022 : meilleur acteur dans un second rôle pour The Power of the Dog

### Nominations
- AACTA Awards 2007 : meilleur premier rôle pour Romulus, My Father
- Critics' Choice Movie Awards 2010 : meilleur jeune acteur pour La Route
- Fangoria Chainsaw Awards 2010 : meilleur second rôle pour La Route
- Saturn Awards 2010 : meilleur jeune acteur pour La Route

- Australian Film Institute Awards 2010 :
  - Meilleur acteur pour La Route
  - Meilleur second rôle pour  Matching Jack

- Saturn Awards 2011 : meilleur jeune acteur ou actrice pour Laisse-moi entrer
- Fangoria Chainsaw Awards 2011 : meilleur acteur pour Laisse-moi entrer
- Young Artist Awards 2011 : meilleur groupe dans un film Laisse-moi entrer
- FCCA Awards 2011 : meilleur second rôle masculin pour Matching Jack
- Oscars 2022 : Meilleur acteur dans un second rôle pour The Power of the Dog